# Rootes Arrow
 (juin 2023).
La mise en forme du texte ne suit pas les recommandations de Wikipédia : il faut le « wikifier ».
Les points d'amélioration suivants sont les cas les plus fréquents. Le détail des points à revoir est peut-être précisé sur la page de discussion.
- Les titres sont pré-formatés par le logiciel. Ils ne sont ni en capitales, ni en gras.
- Le texte ne doit pas être écrit en capitales (les noms de famille non plus), ni en gras, ni en italique, ni en « petit »…
- Le gras n'est utilisé que pour surligner le titre de l'article dans l'introduction, une seule fois.
- L'italique est rarement utilisé : mots en langue étrangère, titres d'œuvres, noms de bateaux, etc.
- Les citations ne sont pas en italique mais en corps de texte normal. Elles sont entourées par des guillemets français : « et ».
- Les listes à puces sont à éviter, des paragraphes rédigés étant largement préférés. Les tableaux sont à réserver à la présentation de données structurées (résultats, etc.).
- Les appels de note de bas de page (petits chiffres en exposant, introduits par l'outil «  Source ») sont à placer entre la fin de phrase et le point final[comme ça].
- Les liens internes (vers d'autres articles de Wikipédia) sont à choisir avec parcimonie. Créez des liens vers des articles approfondissant le sujet. Les termes génériques sans rapport avec le sujet sont à éviter, ainsi que les répétitions de liens vers un même terme.
- Les liens externes sont à placer uniquement dans une section « Liens externes », à la fin de l'article. Ces liens sont à choisir avec parcimonie suivant les règles définies. Si un lien sert de source à l'article, son insertion dans le texte est à faire par les notes de bas de page.
- La présentation des références doit suivre les conventions bibliographiques. Il est recommandé d'utiliser les modèles {{Ouvrage}}, {{Chapitre}}, {{Article}}, {{Lien web}} et/ou {{Bibliographie}}. Le mode d'édition visuel peut mettre en forme automatiquement les références.
- Insérer une infobox (cadre d'informations à droite) n'est pas obligatoire pour parachever la mise en page.

Pour une aide détaillée, merci de consulter Aide:Wikification.
Si vous pensez que ces points ont été résolus, vous pouvez retirer ce bandeau et améliorer la mise en forme d'un autre article.
Rootes Arrow était le nom d'un constructeur automobile britannique, basé à Coventry et filiale du groupe Rootes Group (plus tard Chrysler Europe), qui a produit entre 1966 et 1979 une gamme de voitures vendues sous d'autres marques. Les véhicules de cette gamme sont les derniers modèles développés par Rootes, sans l'influence du futur propriétaire Chrysler. La gamme est presque toujours désignée par le nom du modèle le plus vendu, Hillman Hunter.
Cette plate-forme automobile a connu un nombre important de différents noms de marques et de modèles. Ces différents noms ont été utilisées par exemple pour distinguer des finitions différentes (Hillman GT, Hillman Estate Car) et, parfois, en fonction des marchés (par exemple Sunbeam Scepter sur certains marchés européens). Les modèles Singer Gazelle et Vogue ont également été vendus au Royaume-Uni pendant une année sous le nom Sunbeam après la fin de la marque Singer.
Les modèles vendus – pas tous simultanément – étaient, par ordre alphabétique des marques :
- Chrysler : Hunter, Vogue[1]
- Dodge : Husky
- Hillman : Arrow, Break de Chasse, Estate Car[2], GT, Hunter, Hustler, Minx, Vogue[3]
- Humber : Sceptre (en)
- Iran National : Peykan
- Singer Gazelle (en) : Gazelle (en) et Vogue (en)
- Sunbeam Alpine : Alpine et Rapier fastback coupés
- Sunbeam : Arrow, Break de Chasse, Hunter, Minx, Sceptre et Vogue

Le modèle le plus vendu de la gamme Arrow, le Hillman Hunter, constituait le cœur de gamme de la société dans le segment des petites voitures familiales. Pendant ses 13 années de production, ses concurrentes sur le marché britannique furent la Ford Cortina, la Vauxhall Victor, la Austin/Morris 1800 et la Morris Marina. La Sunbeam Rapier à vocation sportive occupait un segment disputé par les Ford Capri, MGB GT, Vauxhall Firenza (en) et, dans une certaine mesure, la Triumph Dolomite, tandis que la plus haut de gamme Humber Scepter était en concurrence avec d'autres voitures haut de gamme basées sur des berlines conventionnelles, telles que les Vanden Plas 1300 et 1500, la Wolseley 18/85 et les Ford Cortina 1600E et 2000E.
La gamme Arrow a été déclinée en plusieurs types de carrosseries : berlines, breaks, coupés fastback et deux coupés utilitaires (pick-ups): le Dodge Husky d'Afrique du Sud et le Paykan Pick-Up en Iran, chaque modèle ayant sa propre carrosserie. Les voitures étaient selon les modèles en deux portes ou quatre portes. Toutes les marques ne proposaient pas touts les types de carrosseries, les coupés étant par exemple réservés à Sunbeam.

## Développement
Le développement de la gamme Arrow a commencé en 1962. Venant à la suite de la Hillman Imp, c'est un modèle plus grand, doté d'un moteur en position arrière qui a été envisagé au départ, mais finalement c'est une architecture plus conventionnelle qui a été retenu, similaire à celle de la Audax existante (qui comprenait l'ancienne Hillman Minx).
Confrontée à des problèmes de trésorerie et empêtrés dans des problèmes persistants de refroidissement de moteur de la Imp, qui sont à l'origine de nombreuses déformations de culasses, Rootes fait le choix de la prudence pour la conception de l'Arrow. Elle utilise au maximum des composants éprouvés, dont la nouvelle version à 5 paliers du solide et éprouvé moteur à essence à soupapes en tête de 1 725 cm3, délivrant des puissances allant de 67 ch (49 kW) à 89 ch (65 kW) (dans la Humber Sceptre). Le moteur était légèrement incliné à 15 degrés, pour obtenir un capot plus bas et mieux intégrer les carburateurs. Ce moteur a été amélioré par les spécialistes Holbay, qui lui greffent deux carburateurs Weber 40DCOE pour délivrer une puissance de 108 ch (79 kW) sur la Sunbeam Rapier H120 et la Hillman Hunter GLS. Les versions manuelles de la Hillman Minx et de la Singer Gazelle ainsi que la Hillman Hunter DeLuxe qui a succédé à la Minx étaient motorisées par le modeste bloc de 1 500 cm3. Les modèles automatiques étaient tous propulsés par le bloc de 1 725 cm3. Une attention particulière a été accordée aux poids et aux coûts des véhicules pour les aligner sur les modèles concurrents, dont la Ford Cortina Mark 2.
Le constructeur Rootes a inauguré plusieurs nouveautés sur les Arrows. Elles ont été les premières à recevoir des suspensions type MacPherson à l'avant, l'arrière restant équipé d'un essieu classique monté sur des ressorts à lames. Les Arrows ont aussi bénéficié de vitres latérales incurvées et de la ventilation à flux continu.
Côté transmission, les véhicules étaient équipés soit avec des boites de vitesses manuelles à quatre rapports, soit avec en option l'overdrive Laycock-de Normanville, soit toujours en option, des boites automatiques Borg-Warner, au départ la Modèle 35 à 3 vitesses, remplacée à partir de 1973 par la Modèle 45 à 4 vitesses.
Le frein à main était placé comme dans les Rootes Audax, entre le siège du conducteur et la portière (c'est-à-dire sur le côté droit du conducteur en conduite à droite) plutôt qu'entre les sièges avant.
Le premier modèle Arrow à être lancé, la Hillman Hunter, a pris la relève de la Hillman Super Minx (en). La Hunter était plus légère que sa prédécesseur et son empattement était 6,4 cm plus court, mais la longueur de l'habitacle a néanmoins été augmentée en déplaçant le moteur et sa cloison vers l'avant.
La gamme Arrow a connu ses premières évolutions en mai 1968, soit deux ans après son lancement, avec l'arrivée de freins assistés en temps qu'option d'usine. Avant cela, le freinage assisté était disponible en tant que kit en rétrofit. Les études indiquaient que le coût de montage en usine de l'assistance au freinage (moins de 13 £) était moins élevé pour les clients.
Un léger restylage en 1970 a apporté de nouvelles grilles aux différents niveaux de finition Hunter, et certains modèles dérivés ont gagné un tableau de bord plus à la mode (pour l'époque), avec le remplacement du bois par du plastique, mais la voiture est restée fondamentalement la même tout au long de sa vie.
Un restylage plus important en 1972 a apporté un nouveau tableau de bord entièrement en plastique avec des cadrans ronds surmontés d'une visière (les versions précédentes avaient soit un indicateur de vitesse horizontal à aiguille soit pour les modèles les plus chers comme le Vogue des cadrans ronds fixés sur un tableau de bord plat), un nouveau volant, une boîte à air en plastique au lieu de métal, des phares plus carrés intégrés dans une nouvelle calandre et quelques changements dans les réglages du moteur.
En 1975, les pare-chocs ont été agrandis et les feux arrière ont gagné un cerclage chromé.
Après l'acquisition de Rootes par Chrysler en 1967, une profonde rationalisation de la gamme d'Arrow a été lancé, à tel point qu'en 1976 il ne restait plus que la version Hillman Hunter. En septembre 1977, le modèle passa sous la marque Chrysler, avant de prendre sa retraite deux années plus tard. La production de la Hunter a été transférée en 1969 de son usine d'origine à Ryton à l'usine de Linwood où était assemblée l'Imp.
Les ventes ont commencé à baisser à partir de 1975, à la suite du lancement de la Chrysler Alpine, un modèle de même gabarit qui présentait deux avantages principaux : une transmission plus moderne de type traction (à une époque où les berlines à propulsion dominaient encore dans ce secteur) et une carrosserie à hayon.
À la suite du déménagement de la Hillman Avenger (en) à Linwood en 1976, les tout derniers exemplaires européens de Hunter ont été assemblés sur les chaînes de l'usine de Santry, Shanowen Road, Irlande, à partir de kits CKD, jusqu'à l'arrêt de la production en 1979. Il ne semble pas que le badge Talbot a été appliqué à des Hunter de production après le rachat de Chrysler Europe en 1978 par Peugeot, ni aucun autre modèle Chrysler vendu à partir du 1er août 1979.
La dernière Chrysler Hunter a été construite en septembre 1979 à Porirua, en Nouvelle-Zélande, et a été offerte au musée néo-zélandais de Southward (en). En 2000, ce musée a vendu la voiture à un collectionneur privé.

## Modèles et positions sur le marché
Tout en cherchant à rationaliser, au cours des années 1960, le nombre de plates-formes et les coûts industriels de sa gamme de véhicules, Rootes a maintenu en vie ses nombreuses marquises pour répondre au mieux à la demande du marché. Autrement dit, pendant les 13 années où elle a été produite, l'Arrow a couvert plusieurs segments de marché, sous différents de noms de marques et de modèles.

### Hillman
Les premiers modèles sortis sous la marque Hillman furent les Hunter, qui ont été lancés sur le marché intérieur en octobre 1966 avec un moteur de 1 725 cm3, suivis en janvier 1967 par les très prisés Minx (pour la version de base de 1 496 cm3). Hillman faut la marque la plus prolifique du groupe britannique. Le nom Hunter n'était en fait pas entièrement nouveau dans la gamme Rootes, car il avait déjà été attribué à la  Singer SM1500 (en) pendant un an.
La gamme sportive de Rootes comprenait entre autres la Hillman GT, basée sur la finition Minx mais était vendue comme un modèle à part entière. Elle était motorisée par le bloc de 1725 cc dans une version spécifique à double carburateur Zenith Stromberg CD150 développant une puissance aux roues de 94 bhp (70 kW) et équipée de jantes Ro-Style. 1972 voyait la sortie de la Hillman Hunter GLS qui se caractérisait par son bloc Holbay à double carburateur Weber - partagé avec le modèle Sunbeam Rapier H120 -, par sa boîte de vitesses à rapports courts et par ses quatre phares.
La version break, annoncée en avril 1967, est sortie à l'origine sous le nom de "Hillman Estate Car", sans badge Hunter ni Minx. Elle était dotée d'un hayon monobloc, qui était beaucoup moins cher à produire que le hayon en deux parties horizontales de la Hillman Super Minx (en) qu'elle remplaçait, mais qui a néanmoins reçu un accueil défavorable de la part de la presse.
La Hunter a énormément gagné en notoriété lorsque l'exemplaire conduit par Andrew Cowan a remporté le Rallye-marathon Londres-Sydney de 1968.
La gamme a été rapidement simplifiée, tant au niveau des finitions que des spécifications moteur : la Minx a été remplacée par la Hillman Hunter DeLuxe (ou DL), motorisée par la bloc 1496 cc de la Minx, tandis que sur les modèles d'entrée de gamme est proposé en option le bloc de 1 725 cc. Au-dessus dans la gamme on trouve les modèles Hunter Super et Hunter GL, tous deux dotés du moteur à tête en alliage de spécification supérieure et de deux niveaux de finition différents. Enfin, la Hillman Hunter GT à moteur bi-carburateurs a remplacé la Hillman GT, et la GLS à moteur Holbay a été positionnée au sommet de la gamme.
À l'occasion du salon de l'automobile de 1975, une édition limitée Hillman Hunter Topaz a été produite. Elle était basée sur le Hunter Super et elle était équipée de série d'un overdrive, d'un autoradio, d'un toit en vinyle, de roues Rostyle et d'un habillage spécial en tissu. Cette voiture n'était disponible que dans un seul coloris bronze métallique. Le prix était inférieur à celui d'une Hunter Super standard équipée de l'overdrive en option. Un Hillman Break de Chasse a été vendu sur les marchés francophones, sur la base de la spécification Minx. Sunbeam a également proposé un Break de Chasse similaire.

### Singer

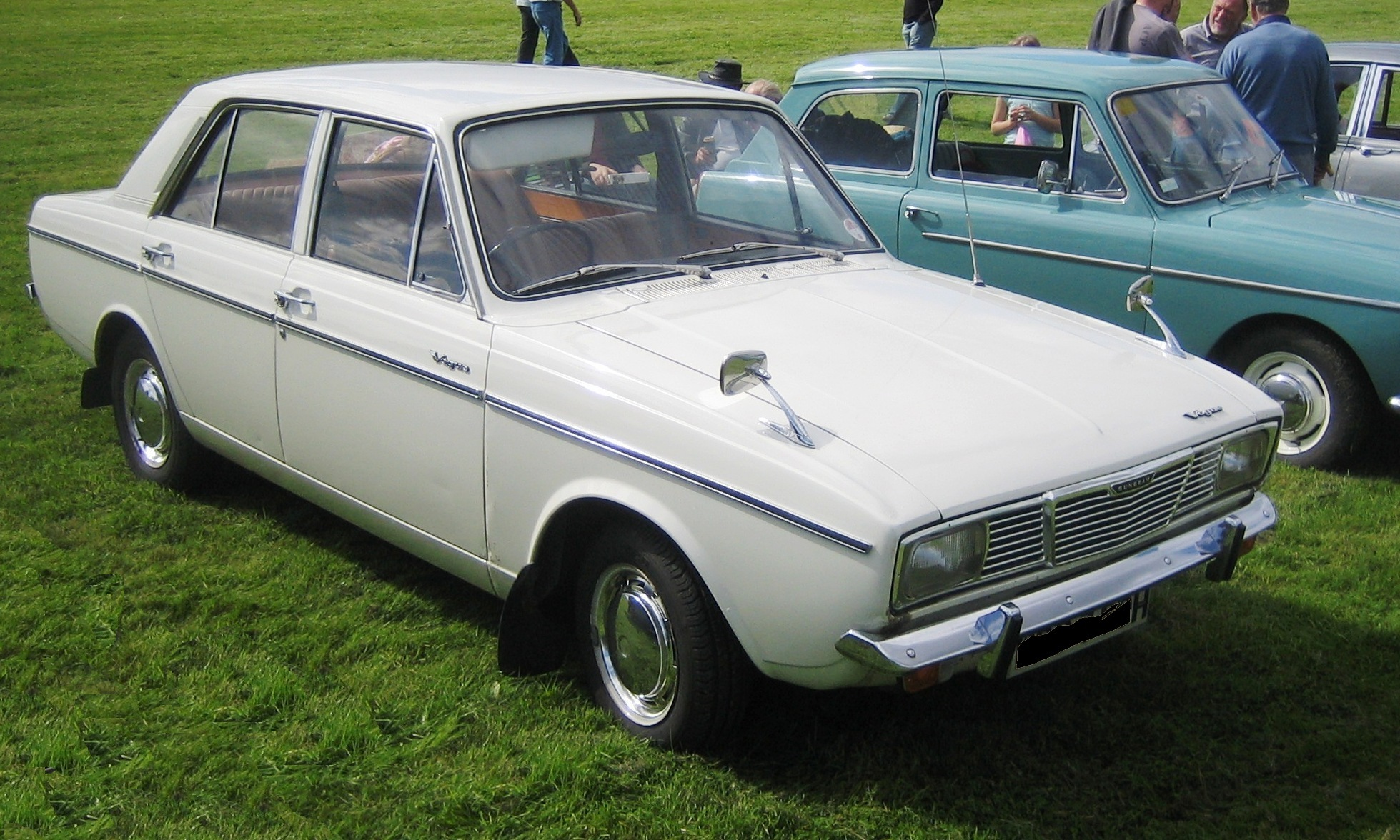
Sunbeam Vogue, vers 1969

Les Singer Vogue et Singer Gazelle étaient positionnés légèrement plus haut de gamme que les Hillman Hunter et Minx respectivement. Mais en raison de la pression sur les prix apportée par la concurrence, a donné naissance au break Singer Vogue, annoncé en avril 1967. Au contraire de la berline Vogue équipée d'un alternateur, le break était équipé d'une dynamo. Le constructeur a expliqué ce choixpar le besoin de maintenir le prix de vente recommandé du modèle sur le marché britannique en dessous de 1 000 £.
La gamme Singer a connu une durée de vie assez courte, car elle a été arrêtée dès 1970. À la suite de quoi, c'est la marque Sunbeam qui a repris la commercialisation de la Vogue sur les principaux marchés d'exportation.

### Sunbeam

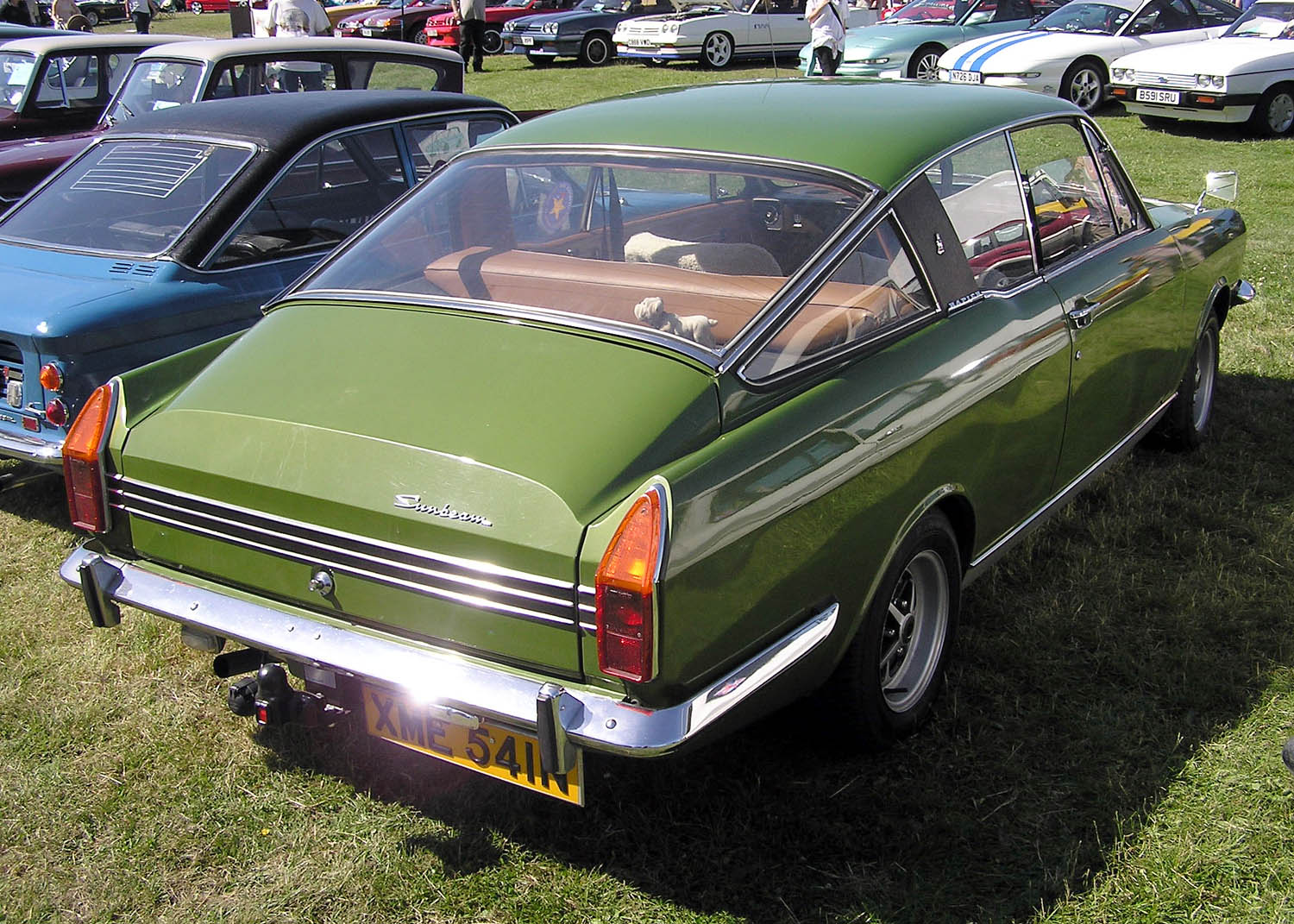
Sunbeam Rapier fastback coupé vert sauterelle de 1974

La Sunbeam Alpine à simple carburateur et la Sunbeam Rapier à double carburateurs n'étaient disponibles qu'en carrosseries coupés fastback, et étaient présentées comme étant des sportives – alors que c'était la Hillman Hunter qui a été choisie pour participer aux rallyes. Le modèle Sunbeam la plus sportif était la Rapier H120, qui partageait avec le Hillman Hunter GLS son moteur Holbay aux réglages spécifiques.
Les noms Sunbeam Arrow, Sunbeam Break de Chasse, Sunbeam Hunter, Sunbeam Minx, Sunbeam Sceptre et Sunbeam Vogue ont été utilisés sur les marchés extérieurs où le nom Sunbeam avait plus de notoriété. Le nom Sunbeam Arrow était utilisé en Amérique du Nord. Sunbeam Break de Chasse, Hunter, Vogue et Minx étaient proposés sur certains marchés francophones.
Un modèle Sunbeam Sceptre, dont la base technique correspondait aux spécification de la Humber Sceptre, a été proposé sur le marché français et certains marchés germanophones (au moins). La Sunbeam Vogue a été également disponible sur le marché britannique pendant une courte période après le retrait de la marque Singer en 1970.

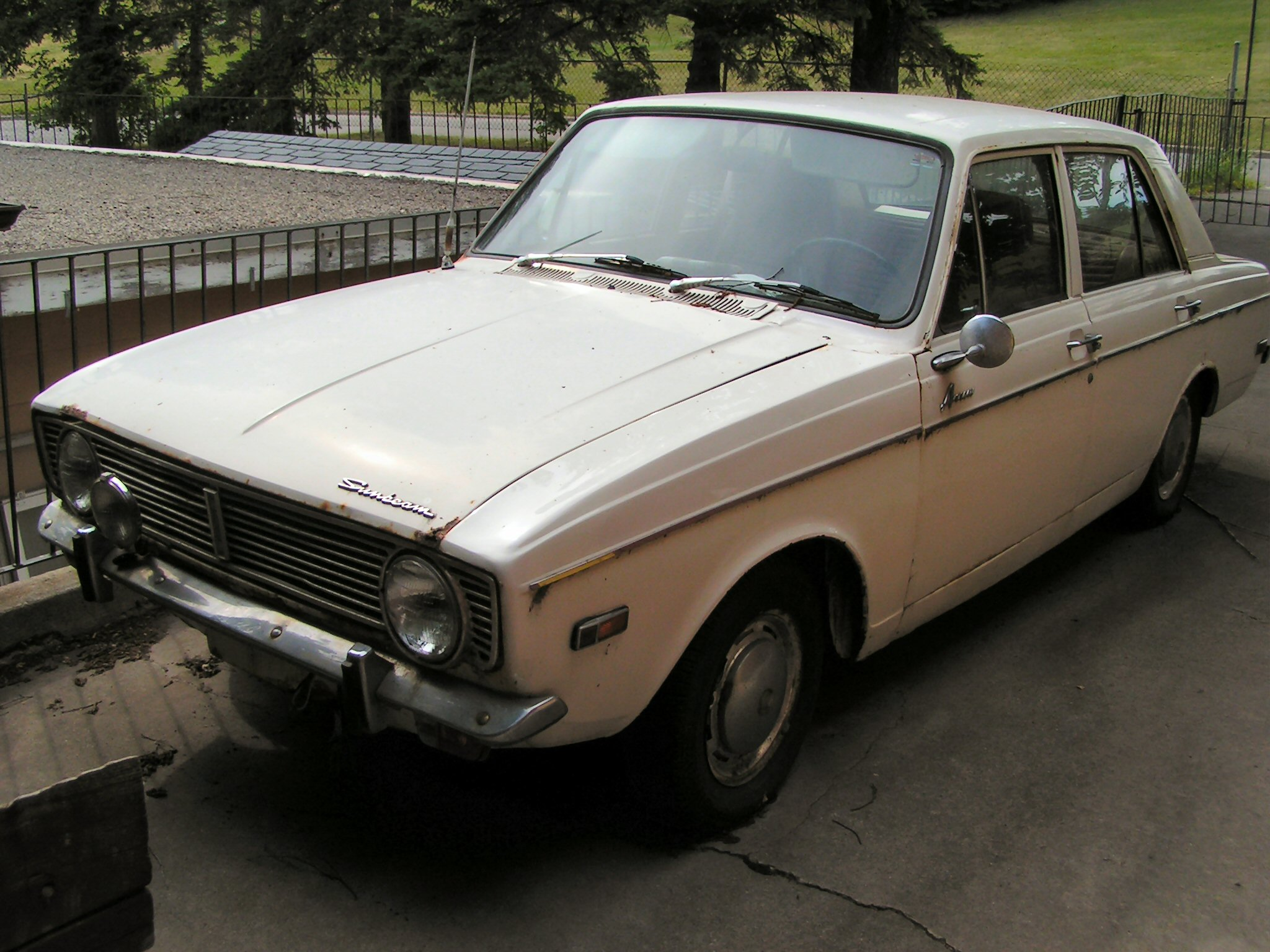
Le nom Sunbeam Arrow a été utilisé sur les marchés nord américains.

### Humber

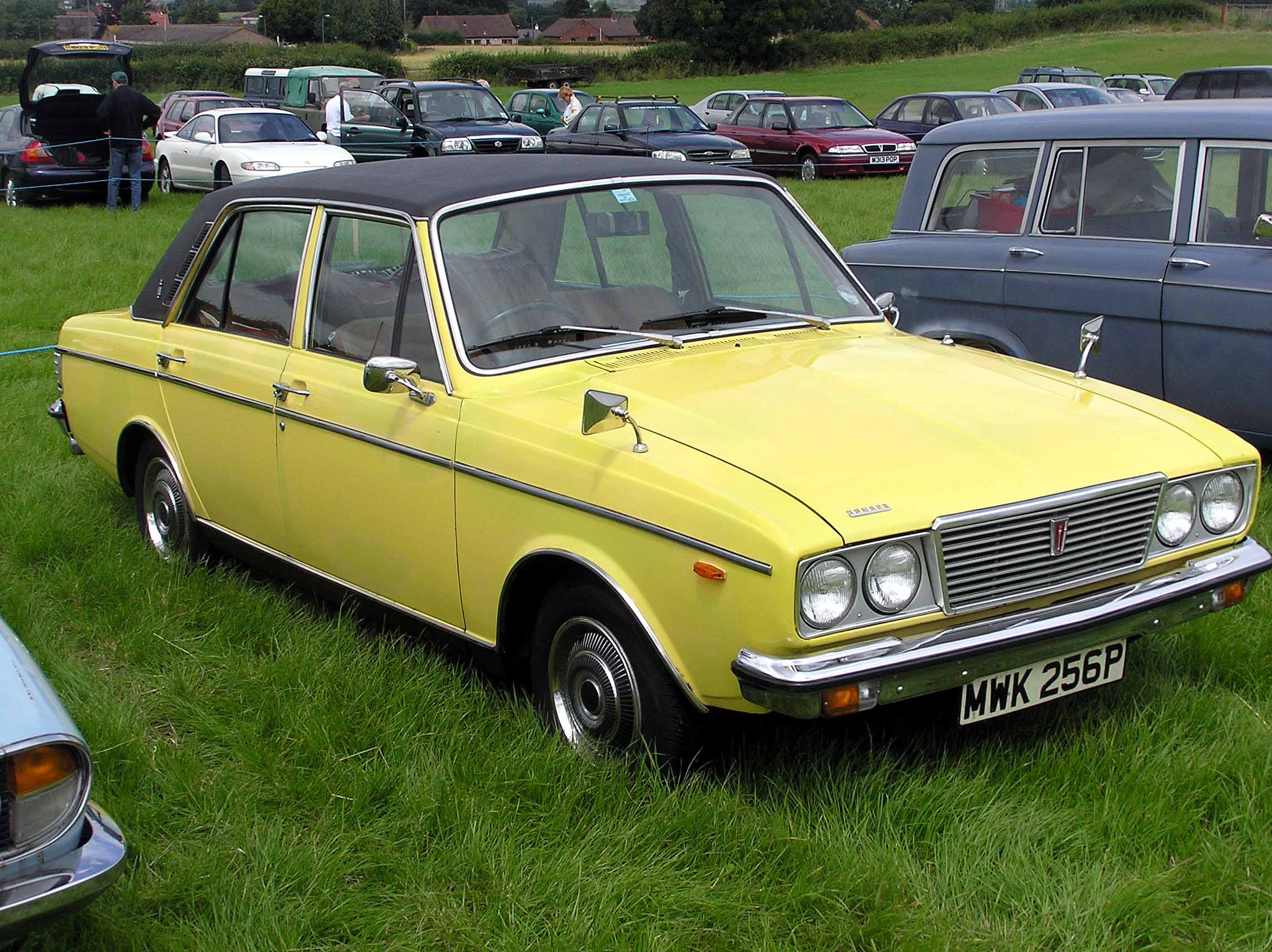
Humber Sceptre de 1975

Fidèle à sa tradition de voitures de luxe, Humber a développé la Sceptre dans cet esprit, en la dotant d'un équipement assez riche. La voiture a été aussi commercialisée sous le nom de Sunbeam Sceptre sur certains marchés.
Le modèle était équipé d'une boîte de vitesses manuelle qui comportait un overdrive Laycock De Normanville Type D, et plus tard, à partir de juillet 1972 sur les numéros châssis L3, Type J. Comme pour toutes les Arrows, une boîte de vitesses automatique était disponible en option. Une boîte de vitesses Type G à rapports courts, qui était dotée d'un overdrive Type J, a été installée sur les derniers exemplaires de la Sceptre.
Une version break du Humber Sceptre a été présentée au London Motor Show (en) en octobre 1974. Elle comportait une galerie de toit intégrée et un plancher de chargement recouvert de moquette, protégé par des bandes métalliques et éclairé par un éclairage intérieur supplémentaire. Caractéristique rare pour les breaks de l'époque sur le marché britannique, la lunette arrière comprenait un lave-glace et un essuie-glace.

### Chrysler Hunter

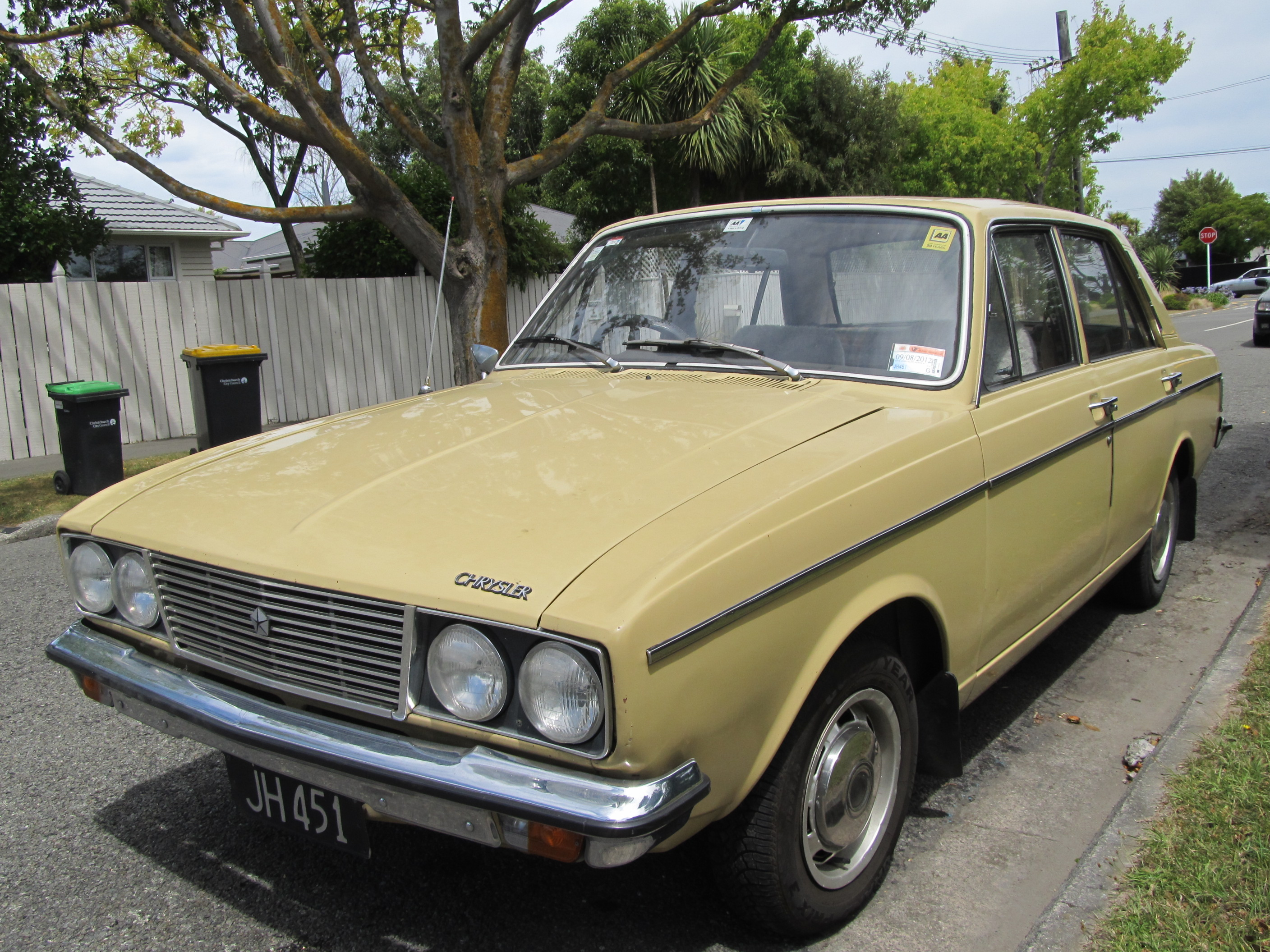
Chrysler Hunter Saloon de 1979

La Hillman Hunter a été rebaptisée Chrysler Hunter pour le marché britannique en septembre 1976. Elle a reçu à cette occasion un restylage de la face avant, caractérisé en particulier par la calandre à quatre phares comme sur la Hunter GLS et la Humber Sceptre. En vue de prolonger sa durée de vie du modèle, celui-ci a bénéficié d'un équipement amélioré, qui comprenait une console centrale et un voltmètre. La version Super gagnait aussi un moteur à culasse en aluminium et un ventilateur à visco-coupleur ainsi que des sièges inclinables, un toit recouvert de vinyle et le tableau de bord et les seuils de porte en simili-bois. À cette époque, cependant, les concessionnaires britanniques Chrysler vendaient la Chrysler Alpine de fabrication française depuis plus de deux ans : plus de dix ans après le lancement de la Hillman Hunter originale, la Chrysler Hunter était de toute évidence un modèle dépassé, et relativement peu d'exemplaires ont été produits, dont seuls 7 existent encore au Royaume-Uni et un seul est encore roulant, selon How Many Left. Les actifs européens de Chrysler ont été cédés à Peugeot juste avant la fin de la production de la Hunter en 1979. La marque Chrysler a été conservée pour une courte durée, avant d'être remplacée par la marque Talbot, qui a été introduite dans toute l'Europe à partir du 1er août 1979.
La Chrysler Hunter fut effectivement remplacée par la Talbot Solara – une version berline quatre portes de la berline Alpine –, lancée en avril 1980.

## Gammes iranienne, australienne et néo-zélandaise

### Australie

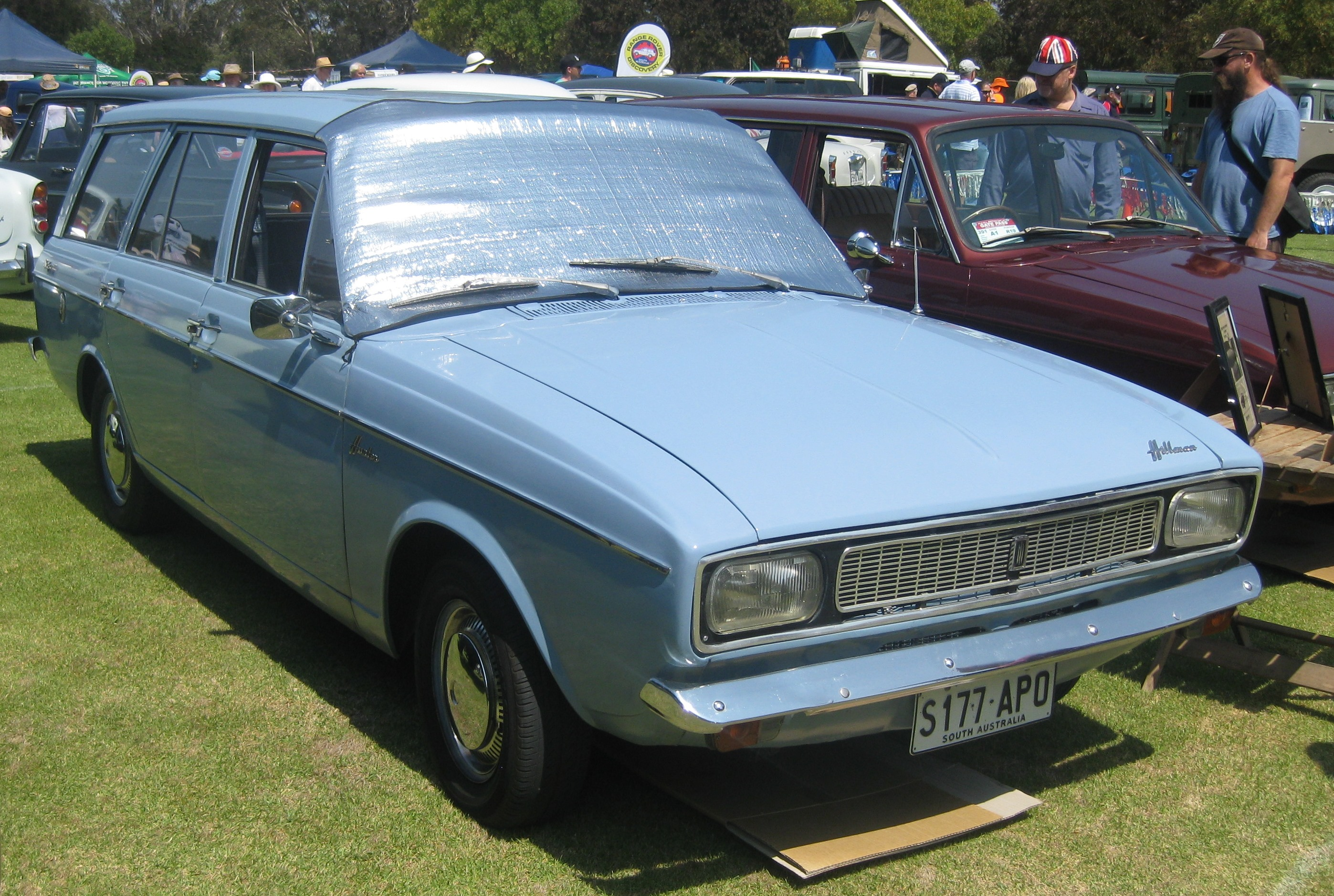
Hillman Hunter Safari (série HC) de 1968-70 produite en Australie

À partir de 1967, Chrysler Australie a assemblé des Hillman Hunter dans son usine de Port Melbourne (en) (héritée de l'acquisition de Rootes Australie (en) par Chrysler) à partir de packs CKD importés. Portant le nom de série HB, la gamme comprenait deux modèles, l'Arrow avec un revêtement de base en vinyle et des tapis de sol, et la Hunter, avec un revêtement de meilleure qualité et des sols habillés de moquette. Un break Hunter Safari a rejoint la gamme en mai 1968. Le nom Safari a également été utilisé pour identifier les breaks Chrysler Valiant australiens. Le Safari réalisait de bonnes ventes, d'autant plus que le Holden Torana (en) concurrent ne proposait pas de carrosserie break.
La série HC est sortie en novembre 1968. Les principaux changements ont été l'adoption de la calandre et des optiques rectangulaires de la Hunter britannique restylée, et le changement de nom Arrow en Hunter, mais les différents niveaux de finitions et surtout la banquette avant de l'Arrow ont été conservées. Par la suite, la Hunter a été renommé en Hunter Royal, ce qui correspond en finition au modèle Singer Vogue britannique, mais avec le tableau de bord en plastique moulé, avec garnitures en imitation bois, de la Hunter. La gamme comptait un modèle supplémentaire, la Hunter GT, qui correspondait au niveau de finition de la Humber Sceptre britannique, mais dotée de la calandre d'une Hunter standard. Ces voitures comportaient des pièces d'habillage de divers modèles britanniques, y compris des garnitures de capot de la Humber Sceptre britannique.
En 1970, la version australienne de la Hunter a fait l'objet d'un nouveau restylage qui donna naissance à la série HE. Ce modèle fut vendu sous la marque Hunter au lieu de Hillman, comme on peut le voir sur la documentation commerciale et ses badges arrière. Le restylage comprenait une nouvelle calandre, avec des optiques rectangulaires plus petites. De plus, l'apparence de l'arrière de la voiture a été modifiée avec un panneau de garniture affleurant sous le couvercle du coffre et de nouveaux feux arrière à double lentilles. Selon le modèle, ce panneau était peint soit dans la couleur de la carrosserie, soit en gris mat ou en noir mat (modèles Hustler) ; ce restylage était spécifique à l'Australie. Il est à noter que les modèles HE ont reçu une nouvelle colonne de direction pliable, et ils ont repris le volant de la Valiant.
La gamme a connu ensuite plus tard une nouvelle modification : l'introduction d'une nouvelle version plus performante à prix réduit appelée "Hustler", dérivée de la Hillman GT britannique - une voiture peu équipée mais avec des performances élevées. La Hustler était propulsé par le moteur Rootes Group 1725 cc, surmonté d'une culasse en alliage et de deux carburateurs latéraux Stromberg. Stylistiquement parlant, la Hustler s'inspirait de sa grande sœur, la Chrysler Valiant Pacer (série VG).
Par la suite, la Hunter GT a été rebaptisée Hunter Royal 660. À l'extérieur, cette voiture a gagné des roues Rostyle. À l'intérieur, la voiture était garnie du même vinyle texturé "grain de buffle", qui se retrouvait également dans la Valiant haut de gamme de la série VG, la Regal 770.
Ces voitures ont connu des ventes honorables, mais elles ont commencé de diminuer à partir de 1972 lorsque Chrysler Australia a commencé l'assemblage de la Mitsubishi Galant. Celle-ci était une voiture nettement plus moderne, et le dernier exemplaire australien de la Hunter est sorti des chaînes en novembre 1972. Le stock de véhicules a mis près d'un an à être vendu et la Hunter est devenue la dernière voiture Rootes commercialisée en Australie. Chrysler Australia a alors fermé l'ancienne usine Rootes pour concentrer sa production australienne dans son usine de Tonsley Park à Adélaïde.

### Nouvelle-Zélande
Des versions spécifiques de la gamme Arrow ont été construites par l'importateur et assembleur de CKD néo-zélandais Todd Motors (en). Au lancement en 1967, une seule version était proposée (bloc moteur de 1 725 cm3 à culasse en aluminium, transmission manuelle à quatre vitesses ou transmission automatique Borg Warner 35 à trois vitesses, sièges avant jumelés), très similaire à la version britannique. Todd a commencé à introduire ses propres versions avec la mise à jour de 1969 (phares rectangulaires), en commençant avec des garnitures spécifiques. En 1970, la berline Hunter gagne un panneau de garniture arrière argenté et un badge de couvercle de coffre "by Chrysler" ; une version break moins bien équipée est introduite - bloc moteur de 1 725 cm3 à culasse alliage, pas de transmission automatique, garniture de tableau de bord plus simple (boîte à gants sans serrure), simples poignées sur les portières au lieu d'accoudoirs (alors que les berlines en avaient sur les trois portières passagers), cadres de fenêtre peints plutôt que chromés, custodes avant fixes. Étant donné que le frein à main se trouvait entre le siège et la portière côté conducteur, alors pour des raisons de sécurité il n'y avait pas d'accoudoir sur la portière.
Entre 1967 et 1971, la berline Singer Vogue, avec un moteur de 1 725 cm3 et un tableau de bord en placage de bois plus haut de gamme, à rejoint le catalogue de Todd's. Elle a été remplacée par la Hunter GL.
Au début de 1971, la gamme Arrow a reçu des évolutions spécifiques à la Nouvelle=Zélande. Sur le break "Deluxe" propulsé par un bloc en fonte (jamais promu en tant que tel): déplacement des badges latéraux "Hunter" des portes avant vers les pare-chocs avant, révision des motifs des sièges et des garnitures de porte, entourages de fenêtres peints à la même couleur que les sièges au lieu du noir. En plus de ces changements, la berline "Super" à culasse en alliage reçoit d'autres modifications: badge de porte de coffre "By Chrysler" redessiné, panneau arrière peint en noir au lieu d'argent - et la texture de celui-ci est passée d'un faux vinyle texturé à un noir mat au cours de l'année en cours. Initialement, les voitures avaient un revêtement de couleur beige, rouge, bleu ou noir, et le tableau de bord étaient peint dans la même couleur. Mais après quelques mois, les modèles Avenger, Hunter et Valiant sont modifiés: nouveau type de vinyle, différent par ses couleurs et ses textures, abandon du coloris  bleu et peinture noire pour les tableaux de bord. Par contre, au Royaume-Uni, le version "Super" équivalente au Royaume-Uni avait des spécifications plus réduites : culasse en aluminium, pare-chocs sans butoirs, moins de chromes à l'extérieur et des phares avant fixes.
Le premier grand lifting de la gamme en 1972 a apporté un moteur amélioré avec un nouveau carburateur et un nouveau réglage de l'allumage, un arbre à cames reprofilé et un boîtier de filtre à air en plastique (ces modèles étaient toujours plus difficiles à régler que leurs prédécesseurs), des phares plus petits et plus carrés, un nouveau tableau de bord avec cadrans ronds profondément encapuchonnés (les Hunters avaient auparavant des compteurs de vitesse à bande), des sièges avant à dossier haut et un panneau de garniture argenté révisé entourant les feux arrière. Ces modèles ont repris le matériau de revêtement et les couleurs des modèles précédents pendant environ un an, mais il y a eu un changement au milieu de 1973 vers un nouveau vinyle « aspect mouillé » sur tous les modèles Chrysler/Hillman assemblés par Kiwi et le Hunter a partagé les nouvelles couleurs crème, marron et bleu, conservant les tableaux de bord noirs et les plastiques intérieurs (les voitures britanniques avaient des intérieurs entièrement assortis dans différentes couleurs avec des garnitures en tissu, un matériau que Todd's n'introduirait pas avant les dernières années du Hunter).
Todds a également remplacé en 1972 le Singer Vogue par un nouveau modèle, le "GL", qui n'apportait pas au début beaucoup de nouveautés pouvant justifier son prix plus élevé : un tableau de bord et des inserts de garnitures des portières en bois, les mêmes motifs de garniture de l'ancien Vogue et feux de recul en standard. Sur toutes les berlines, à l'arrière, le badge Hunter a été déplacé du côté droit du coffre vers l'intérieur du groupe de feux arrière gauche et un badge qui indique la version: "Super", "Super Auto" et "GL". En 1973, une nouvelle version du "GL" est lancé par Todds. Il apporte une variante simplifiée de la calandre à quatre phares du modèle haut de gamme Humber Sceptre et un arrière modifié avec une nouvelle bande argentée sous les feux arrière, intégrant les feux de recul. Ces changements ont donné au « GL » une apparence beaucoup plus distinctive à l'avant et à l'arrière.
Au milieu des années 1970, le Hunter était un modèle âgé qui subissait la concurrence des modèles plus récents des rivaux japonais. Pour faire face, les Hunters furent d'abord équipés de pare-chocs plus grands et la nouvelle calandre déjà introduite en 1975 au Royaume-Uni, mais Todd a dû finalement réduire l'offre de modèles et ne laisser qu'un seul modèle, la berline Super, avec calandre à quatre phares et des inserts de tableau de bord en simili-bois.
Vers 1975, la boîte automatique optionnelle est passée de la Borg Warner 35 à trois vitesses à la nouvelle 45 à quatre vitesses, mais il y a eu des problèmes d'approvisionnement et Todds est revenu à la 35 à trois vitesses pour plusieurs séries d'assemblage des versions automatiques.
Comme en Australie, mais six ans plus tard, les Mitsubishi du Japon ont sonné le glas de la Hunter. Après avoir commencé par l'assemblage CKD d'un seul modèle Galant coupé en 1972, Todds avait ajouté la berline Lancer en 1975 et lancé sa première gamme de berlines de taille moyenne Mitsubishi Galant Sigma en 1977, remplaçant de fait le Hunter. Les Mitsubishi, bien plus modernes et mieux équipées, étaient plus chères, mais le Hunter avait toujours ses fans et a perduré jusqu'en 1979, date à laquelle il a été abandonné au Royaume-Uni et Todd's a construit la dernière version badgée Chrysler dans le monde entier.
L'autre titre de gloire du Hunter a été d'être la première ligne de modèles CKD à franchir la barre des 30 000 unités au cours de ses 12 années d'existence.

### Afrique du Sud
Le Hunter et le Vogue ont été assemblés localement en Afrique du Sud à partir de 1968. La Vogue était badgée Hillman et le modèle Hunter Deluxe était vendu sous le nom de « Hillman Arrow ». Comme l'assembleur local Stanley Motors assemblait également des Peugeot, les Arrow recevaient le moteur XC de 1 618 cm3, 51 kW (68 ch) de la 404. Ce moteur a continué à être utilisé jusqu'à la fin de la production sud-africaine à la mi-1977 (par Sigma Motor Corporation (en) pour les six derniers mois, la société qui a succédé à Chrysler SA), bien qu'en 1976, le moteur XN1 de 69 kW (93 ch) de la 504 ait été disponible sur la Chrysler Vogue 20001 rebaptisée. Le Hunter Wagon était également assemblé localement et fut rebaptisé « Hunter Safari » en 1972. L'Arrow a été abandonné à la même époque.
En 1975, la « Dodge Husky » a été lancée en tant que camionnette basée sur le Hunter et propulsée par le moteur britannique de 1 725 cm3. La Dodge Husky est différente du modèle de pick-up iranien Paykan ; elle a un pilier B plus épais et conserve les lignes de caractère de la berline le long des panneaux latéraux. Le hayon et la lunette arrière sont également légèrement différents. En 1976, le nom Hillman a été abandonné et les versions pour voitures particulières ont été rebaptisées Chrysler Vogues. Les 2000 GL, GLS et Safari ont reçu le plus gros moteur Peugeot.

### Paykan iranienne
En 1966, la société iranienne Iran National (aujourd'hui Iran Khodro) a commencé à assembler des Hillman Hunter à partir de kits CKD, à la suite d'un accord conclu entre le groupe Rootes et le directeur d'Iran National, Mahmoud Khayami (en). Les modèles Paykan (flèche en persan) de berlines, d'utilitaires et de taxis qui en résultent sont connus comme la voiture nationale de l'Iran
.
Les premières versions utilisaient le moteur Hunter 1 725 cm3, mais les kits ultérieurs étaient livrés avec le moteur 1 600 cm3 de l'Avenger couplé à la boîte de vitesses à 4 rapports de la gamme Arrow par l'intermédiaire d'un carter d'embrayage spécial. Plus tard, ils ont tous été équipés d'une boîte de vitesses à 5 rapports. Le moteur a été remplacé par un système d'injection électronique multipoint fabriqué par la société Sagem. Le distributeur d'étincelles a été remplacé par des bobines d'étincelles contrôlées par l'ECU. Le différentiel est également remplacé par une version plus compatible avec le moteur de l'Avenger.
En 1977, Roy Axe a conçu le nouveau modèle Paykan lifté en utilisant de nombreux éléments intérieurs et extérieurs de la Chrysler Alpine.
La production locale complète a commencé en 1985, après la fermeture des lignes de production britanniques d'origine. Le nouveau propriétaire britannique, Peugeot, a établi un nouveau contrat selon lequel Iran Khodro fabriquerait la Paykan avec les mêmes panneaux de carrosserie, mais en utilisant des moteurs et des suspensions Peugeot 504, pour six années supplémentaires. Ce contrat était similaire à celui conclu en Afrique du Sud, où les Hunter étaient autrefois construits avec des moteurs Peugeot 404 fabriqués localement (à partir desquels les 504 ont évolué) afin de respecter les lois strictes en matière de contenu local en vigueur à la fin des années 1960.
La berline Paykan a cessé d'être produite en mai 2005, pour être remplacée par la Samand, de conception iranienne. Le Bardo 1600i, la version pick-up de la Paykan, est resté la seule variante de l'Arrow jusqu'à ce que la dernière voiture sorte de la chaîne de montage de Téhéran en mai 2015.

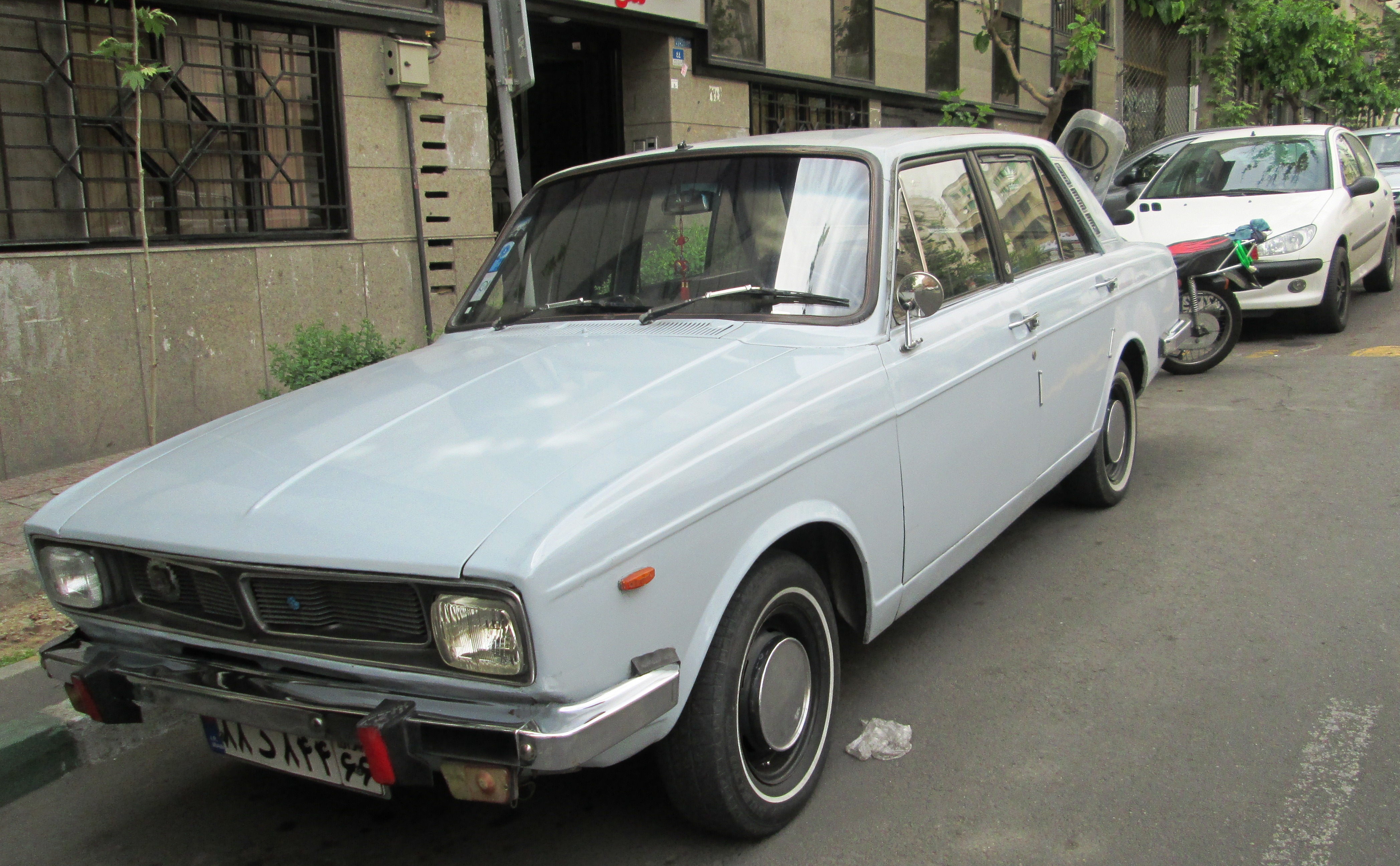
Paykan Iran National built, Tehran.
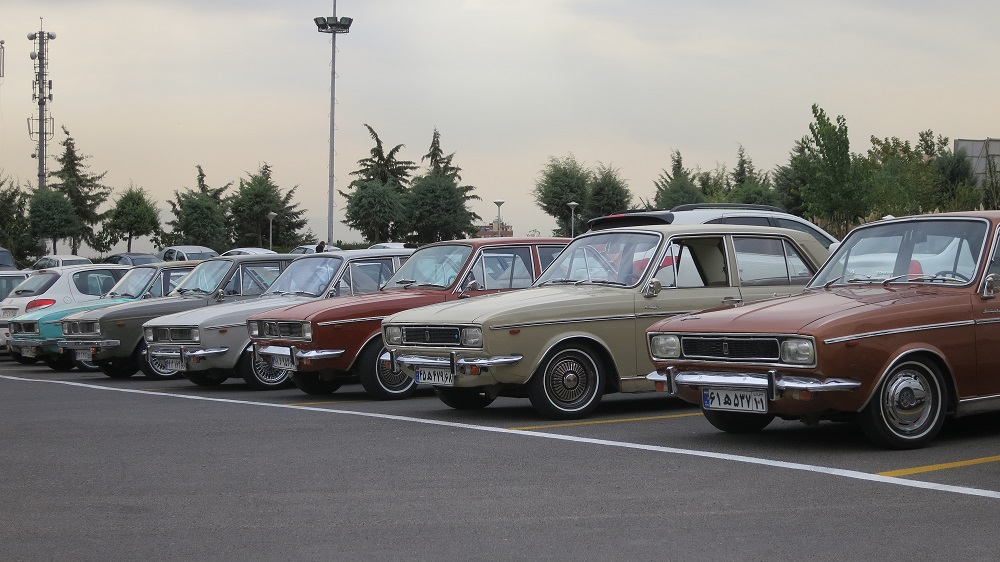
Paykan gathering in Northern Tehran.
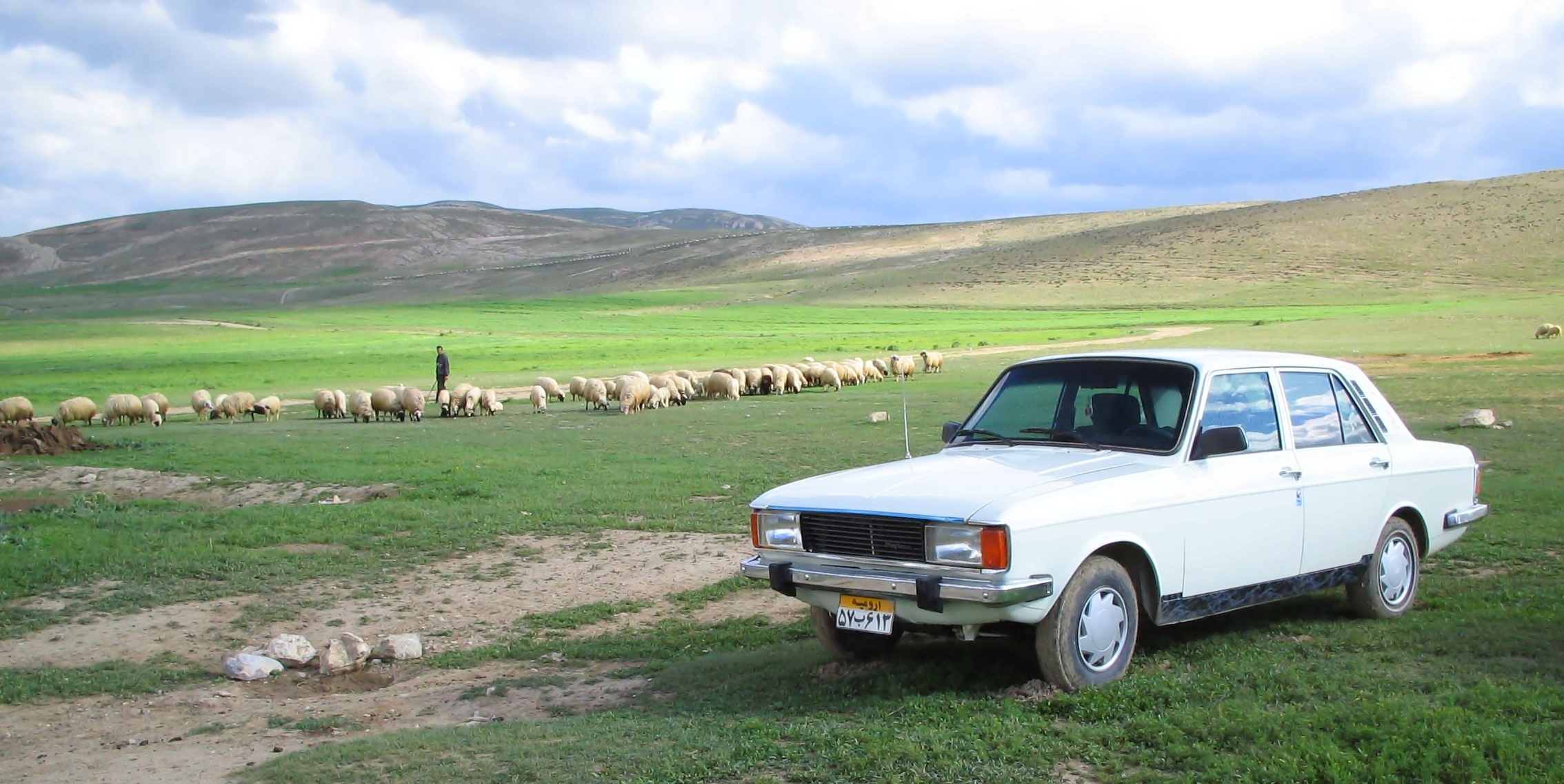
One of the last Paykans to be produced in Iran.
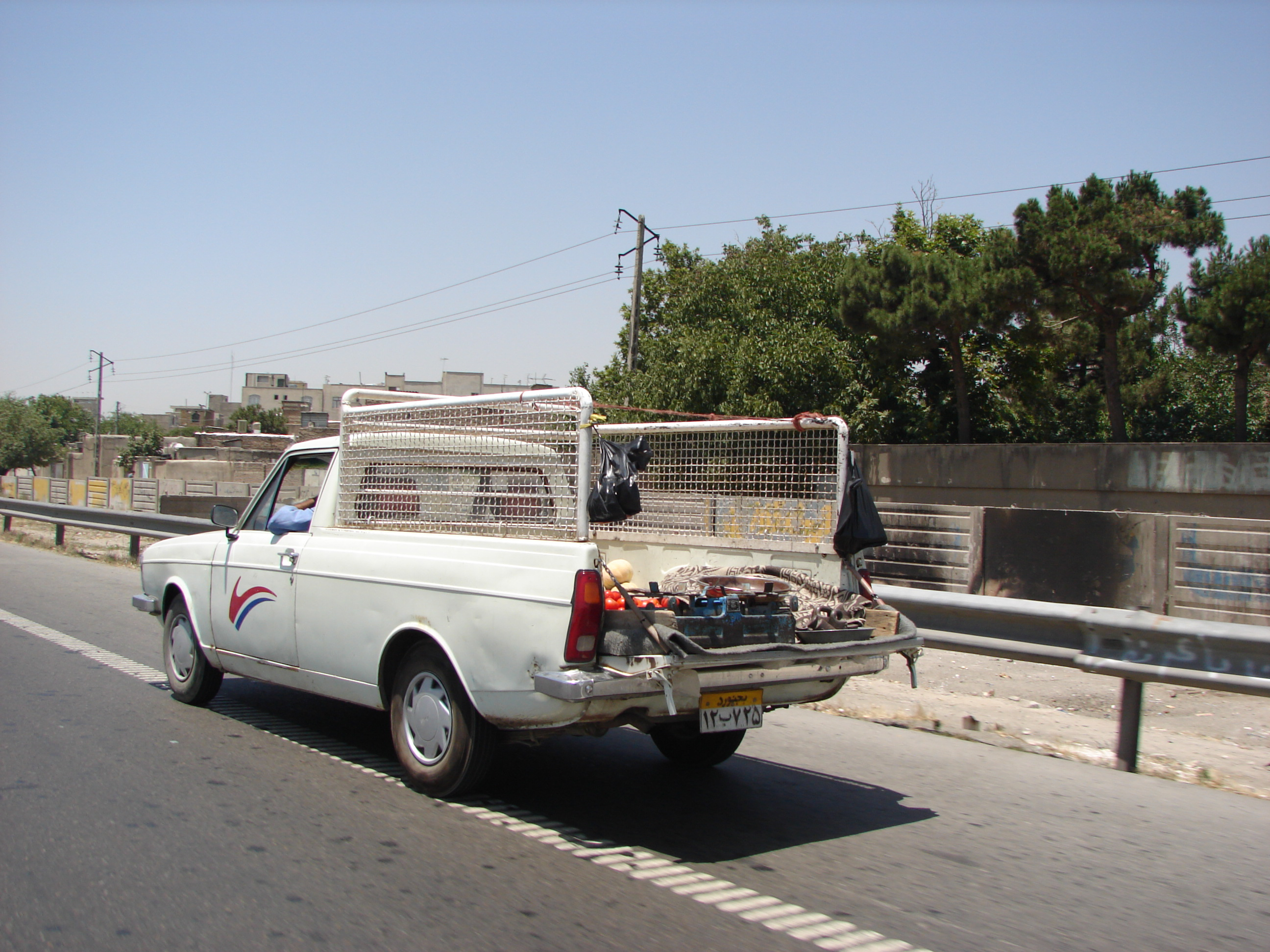
Paykan Pick-Up.